# 成都天府国际机场
成都天府国际机场，是中国四川省成都市的一个机场，位于由成都市代管的四川省简阳市芦葭镇、石板凳街道和草池街道交界处，距离成都市中心51公里，距双流机场50公里，距简阳市中心约15公里，距资阳市中心约25公里，规划用地面積52平方公里，机场由中国建筑西南设计研究院、巴黎机场集团ADP Ingénierie及中国民航机场建设集团公司组成的联合体共同设计，于2016年5月开工建设，2021年6月27日开航运行。一期建设总投资562亿元人民币，建设两座航站楼，三条跑道。除了成為四川新的航空門戶之外，天府機場的起降規格也接近北京大興機場，成為中國西南地區的航空轉運樞紐。该机场的运营也使成都继上海、北京之后，成为中国内地第三个拥有双国际机场的城市。
截至2021年6月，成都天府国际机场有2座航站楼，建筑面积共71.96万平方米；民航站坪设210个机位，其中C类机位113个、D类机位7个、E类机位82个、F类机位8个；跑道共3条，规格分别为4000米长、60米宽，3800米长、45米宽，3200米长、45米宽；可满足年旅客吞吐量6000万人次、货邮吞吐量130万吨的使用需求。
2024年全年，成都天府国际机场旅客吞吐量5489.5万人次，较2023年4477.7万人次增长22.60%。旅客吞吐量仅次于上海浦东国际机场、广州白云机场、北京首都机场、深圳宝安机场，位列中国大陆第五。

## 历史

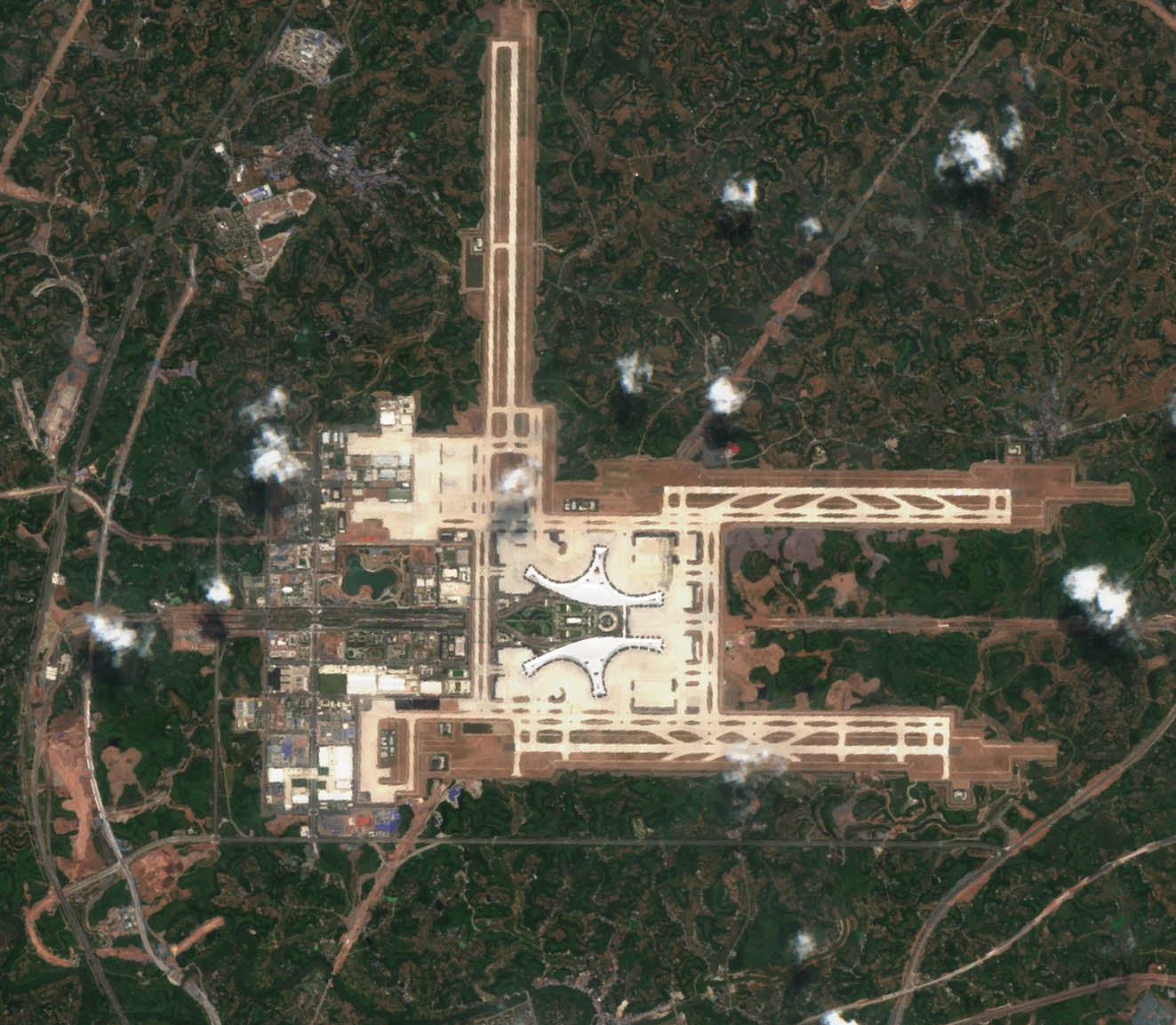
机场俯瞰

### 背景
既有的成都双流国际机场始建于1938年，经过多次大修和扩建，现有两条跑道、两座航站楼。虽然2001年至2010年之间机场的客运吞吐量、起降架次每年平均增长分别为17.4%、13.8%，但是周边空域受到中国人民解放军空军（彭山、邛崃、凤凰山、太平寺机场）、中国民航飞行学院（广汉、新津机场）、成都飞机工业集团（温江机场）等7个机场限制，尽管二十一世纪初新建了东跑道、二号航站楼，机场容量提升空间仍然有限。
2012年，成都双流国际机场客运吞吐量、货邮吞吐量两项指标在中国大陆机场中排名第4（其中客运吞吐量在中西部率先超过3000万人次），起降架次则排名第4（仅次于北京首都国际机场、广州白云国际机场、上海浦东国际机场），连续多年保持为中国中西部最繁忙的机场。中国民用航空西南地区管理局预计，2015年成都地区民航年客运吞吐量将超过4000万人次，超过双流国际机场设计运营能力，因此有必要建设一个新的大型机场。

### 选址
从2007年开始，成都市交通运输委员会会同成都市金堂县开展了成都新机场金堂拟选场地研究论证工作；2008年3月和2011年3月国内航空界相关单位和专家分别对《成都新机场金堂拟选场地咨询报告》、《成都新机场金堂场址空域研究报告》进行了评审；2009年6月，经交委会请示，成都市政府正式建议四川省政府由省上牵头推进成都第二机场选址工作，并将金堂列为首选场地；2011年5月，四川省正式启动成都新机场选址工作，最初的备选场址有9个（其中8个均位于龙泉山东侧）：成都市金堂县平桥乡、竹篙镇、双流县籍田镇、眉山市仁寿县方家镇、资阳市简阳市草池堰、三星镇、芦葭镇、镇金镇和德阳市中江县永兴镇；7月，候选场址范围缩小为5个：德阳市中江县永兴镇场址、成都市金堂县竹篙镇场址和资阳市简阳市镇金镇、芦葭镇、三星镇场址；2013年6月20日，中国民用航空局正式批准确定选址简阳芦葭。

### 建设
2015年1月，国务院和中央军委正式下发文件，同意建设成都新机场。2015年2月13日，成都新机场正式命名为“成都天府国际机场”。机场由中国建筑西南设计研究院和巴黎机场集团组成的联合体共同设计。
2016年4月18日，国家发展和改革委员会正式批复成都新机场项目可研报告《国家发展改革委关于成都新机场工程可行性研究报告的批复》（发改基础〔2016〕848号）。2016年5月27日，机场正式动工。
2019年5月30日，1号航站楼主体结构封顶。2019年8月28日，2号航站楼主体结构封顶。2019年9月29日，成都天府国际机场T1航站楼钢结构工程全面封顶。2019年12月27日，成都天府国际机场航站楼主体工程正式完工。
2019年12月30日，成都天府国际机场空管工程2号塔台正式封顶。2020年5月18日，成都天府国际机场空管工程1号塔台正式封顶。2020年6月16日，成都天府国际机场西一跑道全线贯通。2020年6月19日，《成都天府国际机场跑道运行方案》通过专家评审。
2021年1月22日，成都天府国际机场正式试飞。
2021年4月16日，原西南空管局成都进近管制室改制为成都终端管制并迁往成都天府国际机场的新机关。成都终端管制面积4.26万平方公里，南北长约275公里，东西宽约235公里，承担成都天府国际机场、成都双流国际机场、绵阳机场的进离场、进近管制服务。2021年5月20日，围绕天府机场投用而形成的成都地区空域结构调整方案正式实施。
2021年6月27日，成都天府国际机场正式开航。開航後第一個商業航班是3U8001，飛往北京首都國際機場。2023年1月17日，天府机场国际口岸部分通过验收，并将于3月26日起运营国际客运航班。

## 机场主要设施
成都天府国际机场建设分为一期和远期进行。目前正在进行的第一期建设，飞行区等级指标为4F级，除三条跑道外，还将建设60万平方米的航站楼、245个机位的站坪、6.5万平方米的货运站等，以及通信、导航、监视、气象等设施。新机场1号、2号航站楼面积是当前双流国际机场T2航站楼的近1.8倍，比双流机场航站楼总面积大20%，其规模在国内当时正规划建设的新机场中仅次于北京大兴国际机场。机场远期规划为建设四纵二横共六条跑道，以及总面积约126万平方米的航站楼，届时将能满足9000万人次的年旅客吞吐量、200万吨的年货邮吞吐量、飞机起降71万架次需求。

### 一期工程

#### 飞行区工程
机场一期工程将建设西一、东一、北一三条跑道，长度分别为4000米、3200米、3800米，等级分别为4F、4E、4E。西一、东一跑道主降方向为Ⅲ类精密进近，次降方向为Ⅰ类精密进近。设置13条平行滑行道，14条快速出口滑行道，4组联络滑行道。01/19和02/20跑道既可用于起飞，也可用于落地；11跑道仅用于由西向东起飞。

#### 航站楼

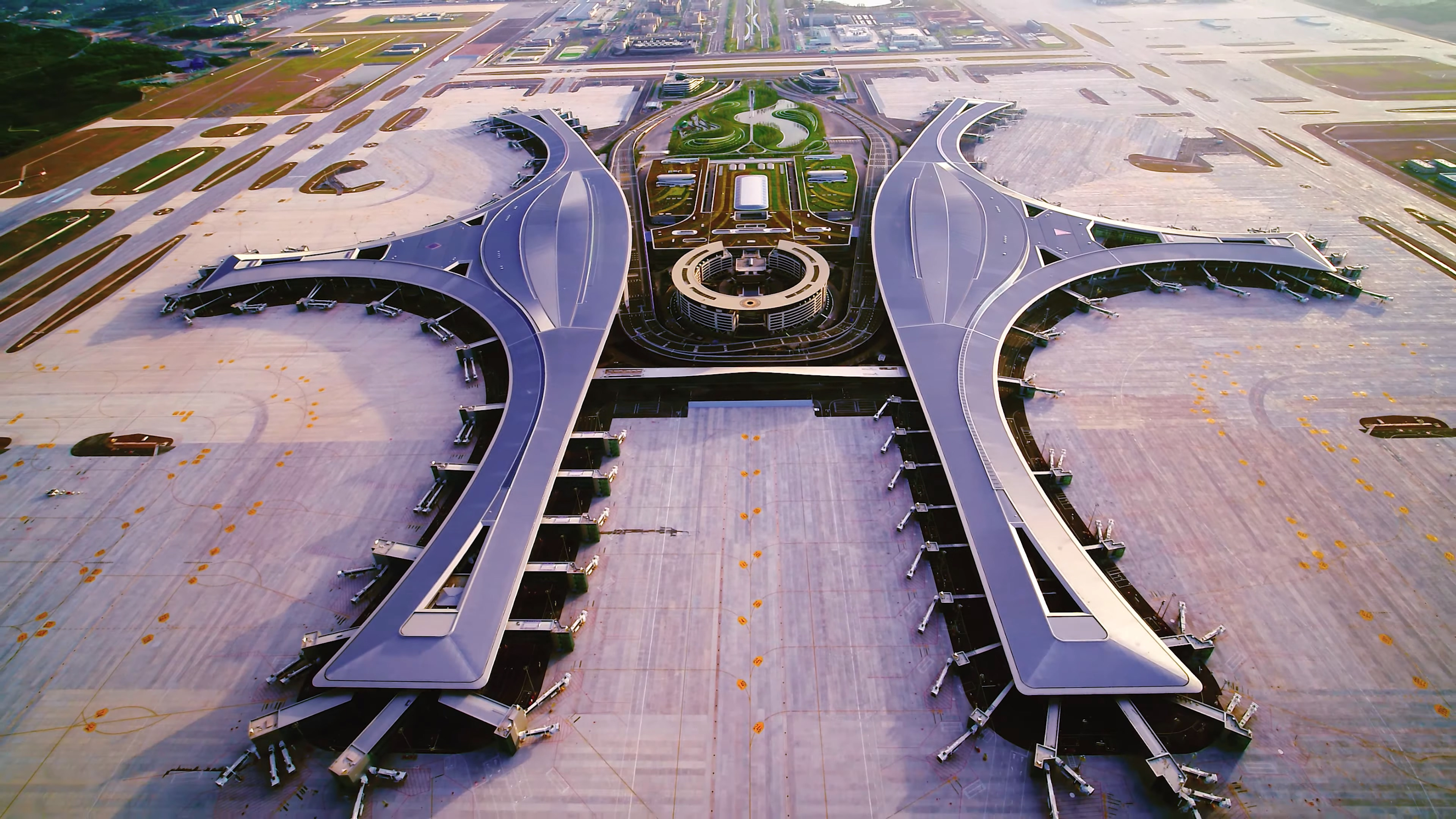
天府机场航站楼

航站楼设计年旅客吞吐量4000万人次，航站楼总面积60万平方米。其中T1为31.8万平方米，地上四层地下一层，T2为27.65万平方米，地上三层地下一层。
T1为国内和国际航站楼，满足年1200万人次国内客流和600万人次国际客流需求：国际区域位于中、北指廊，国内位于南指廊。国内部分为混流设计，即出发、到达旅客在同一楼层。国际出发区域采取“海关+安检”联合检查模式，旅客行李仅需进行一次过机检查；国际到达入境通关区域面积1300平方米，可支持16条通道同时作业，并有智能闸机。

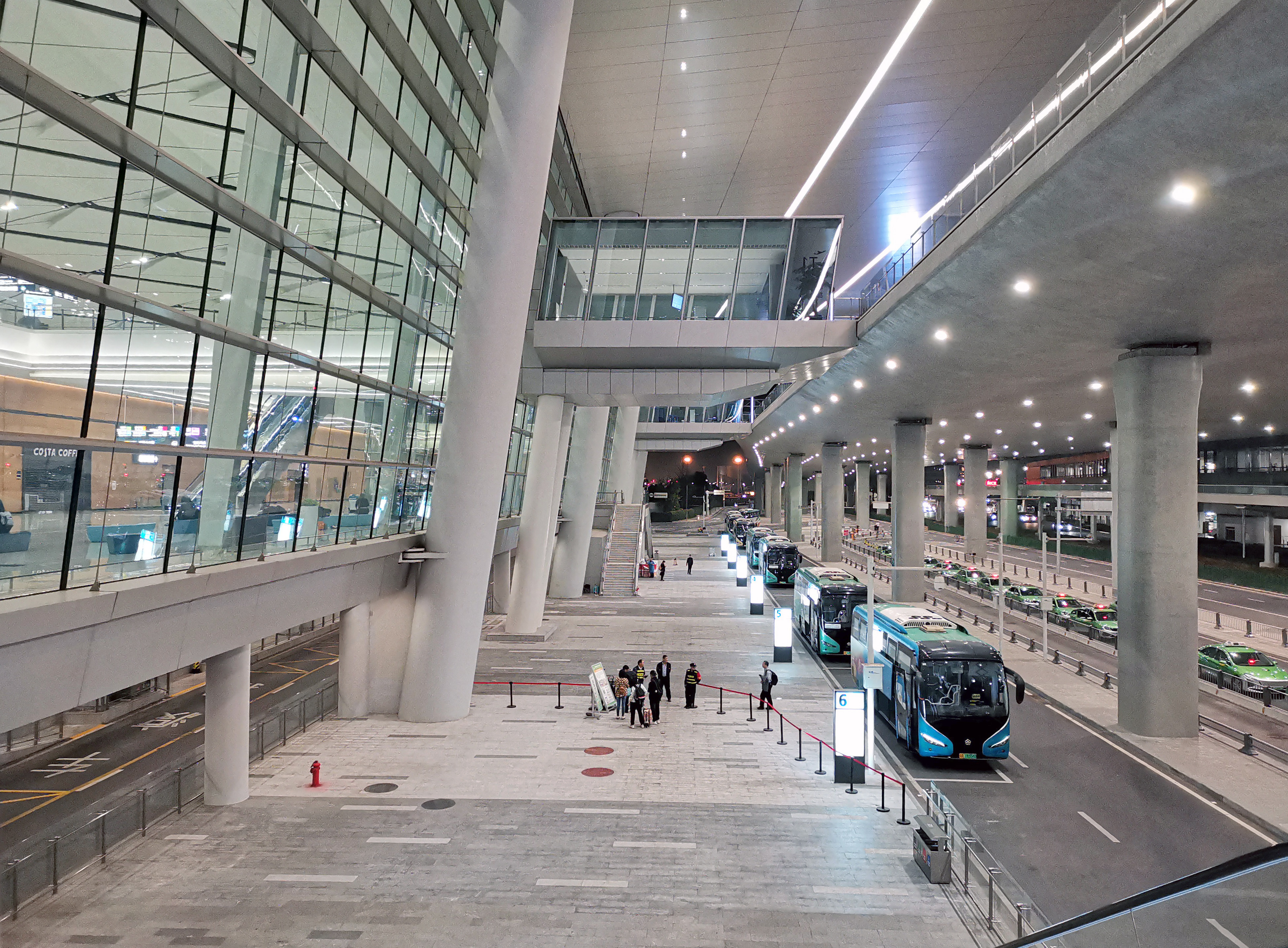
1号航站楼上落客匝道
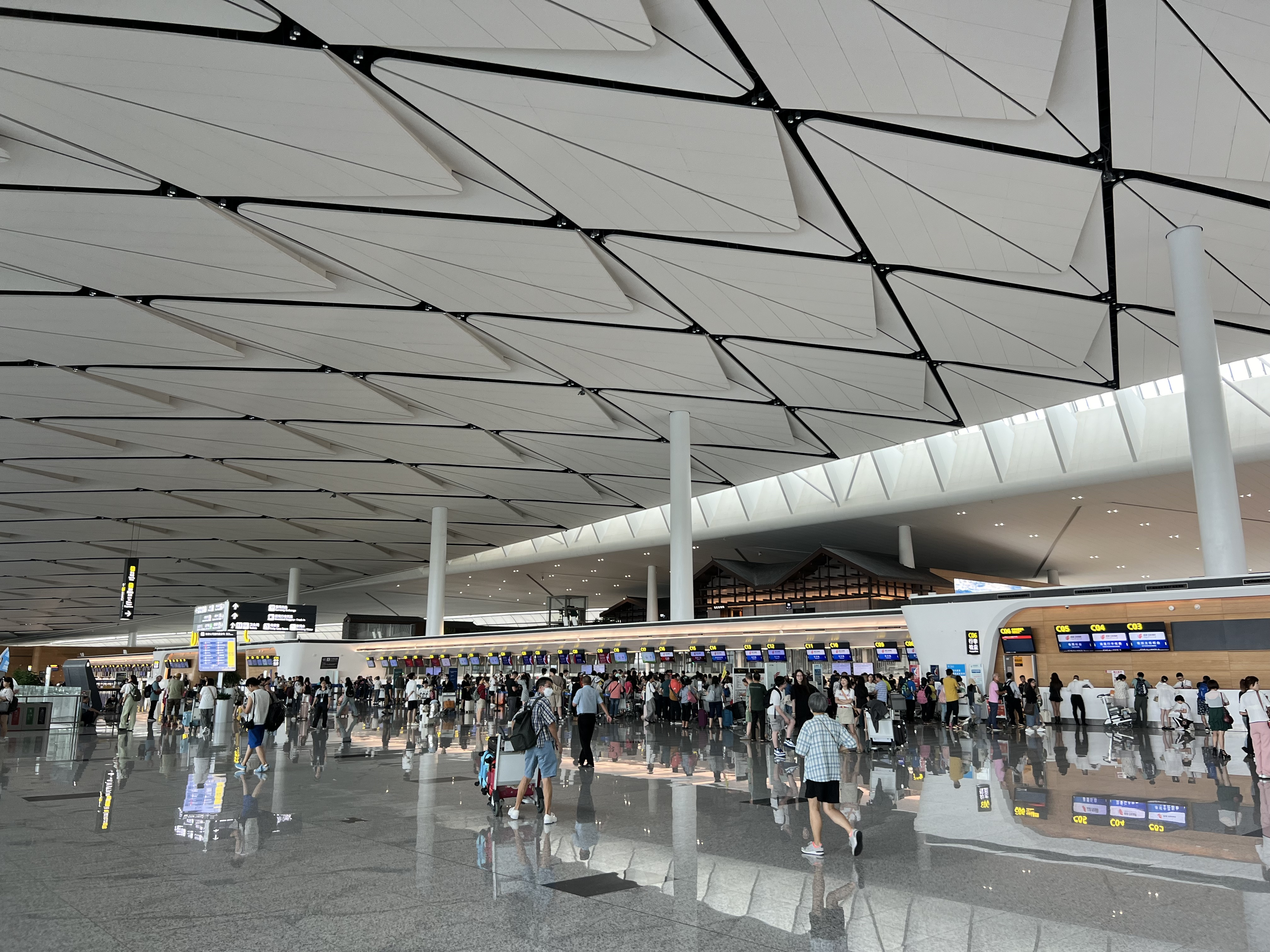
1号航站楼出发大厅
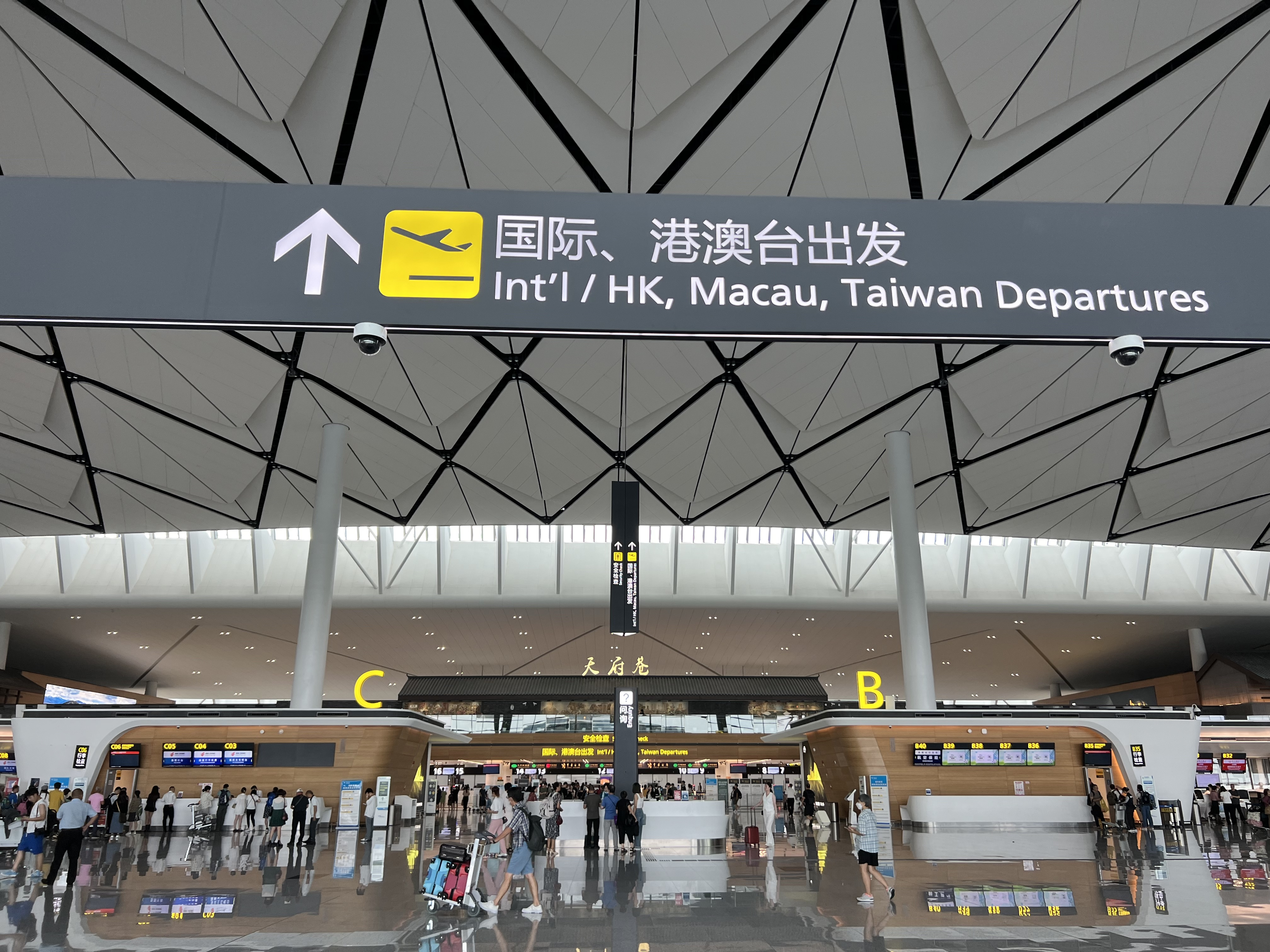
1号航站楼国际/港澳台出发大厅
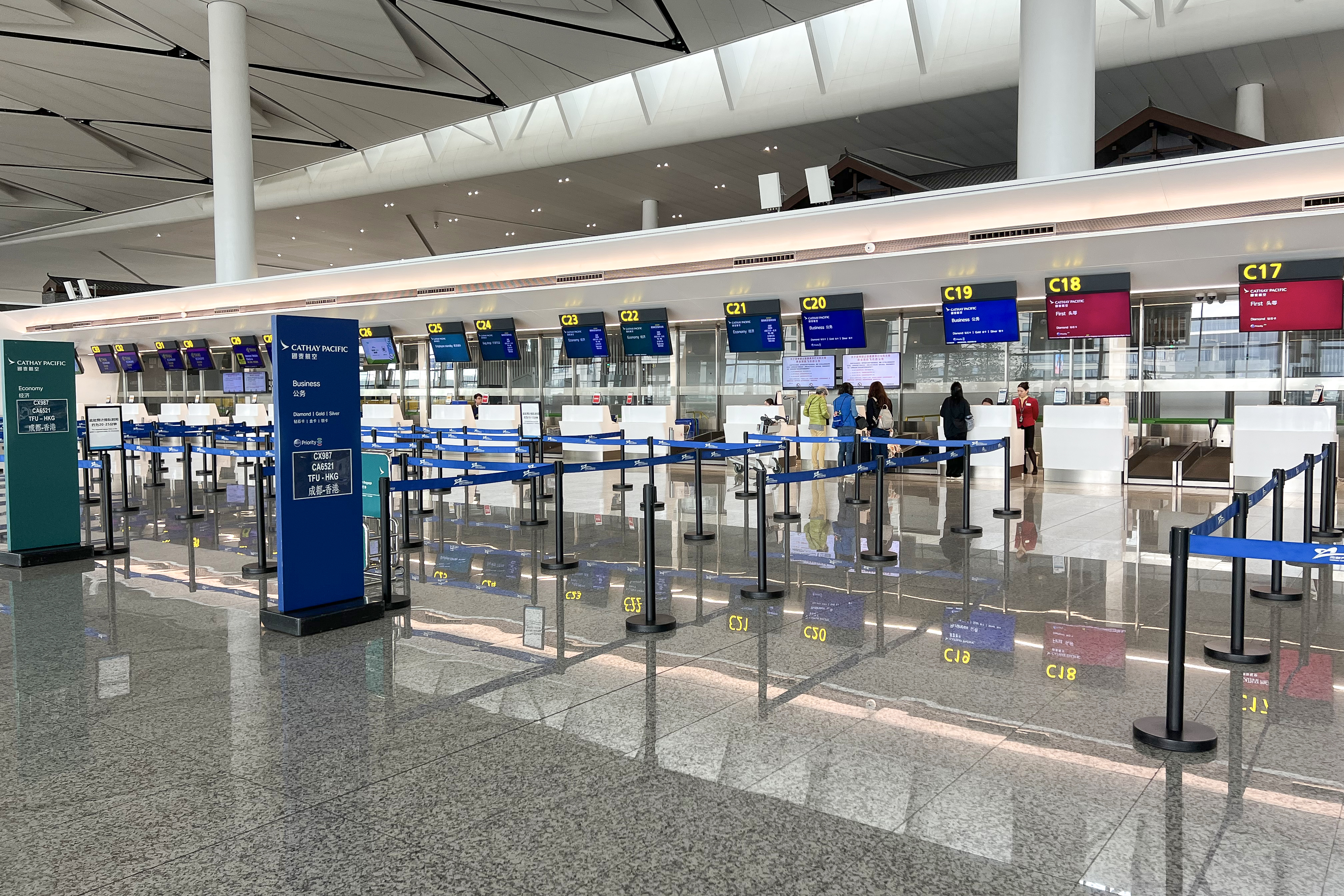
1号航站楼值机柜台
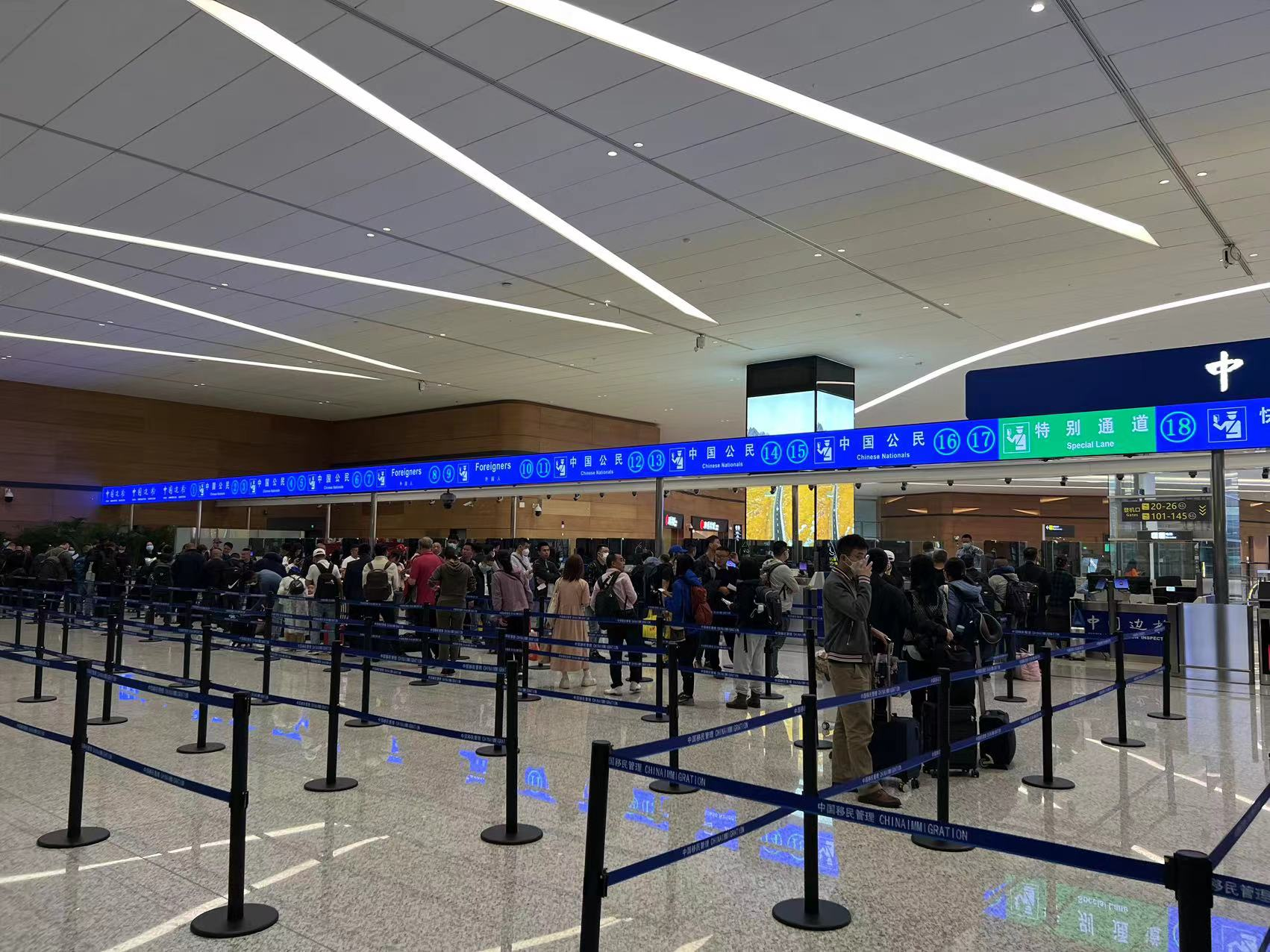
1号航站楼边检区域
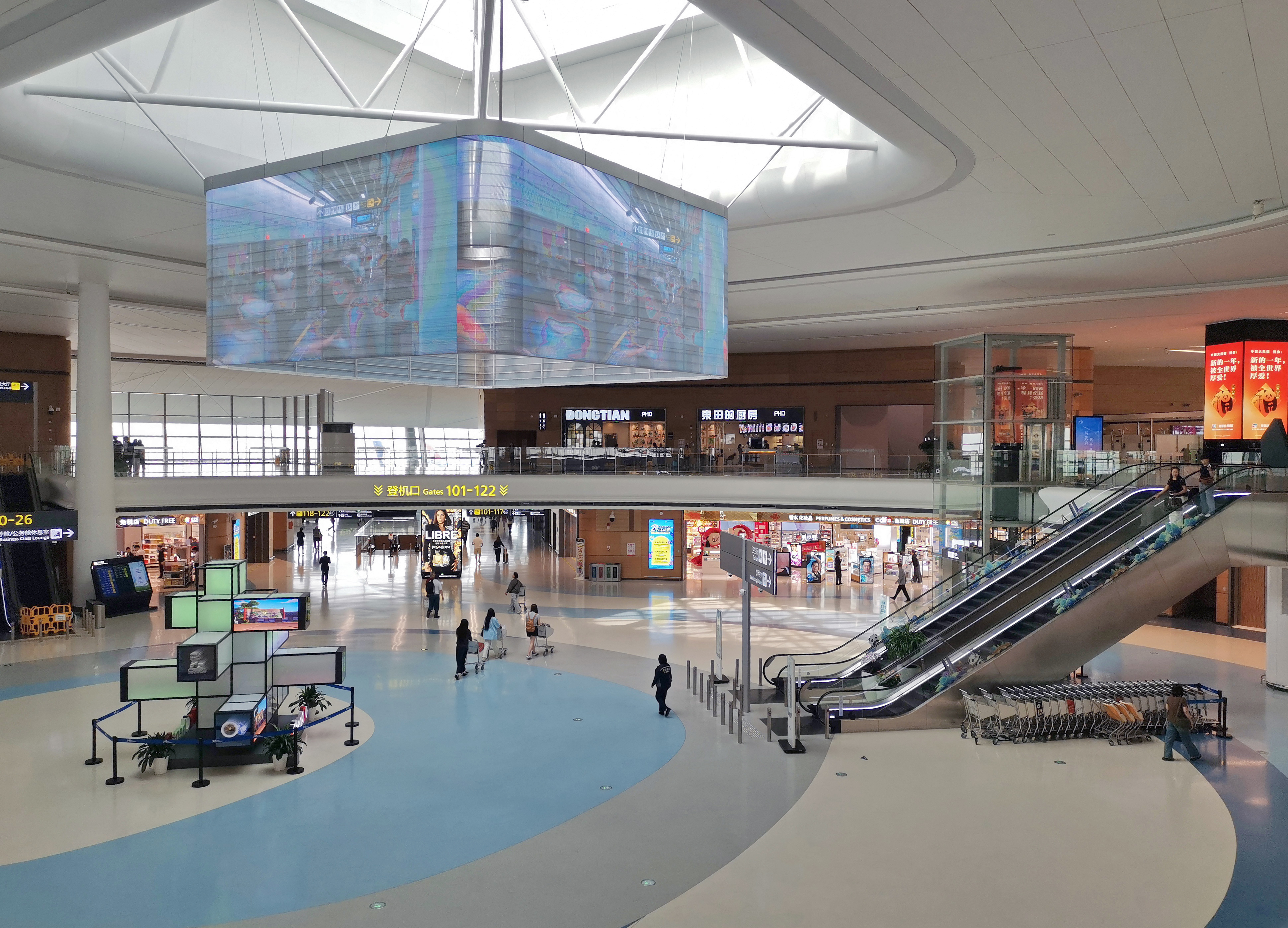
1号航站楼安检后大厅
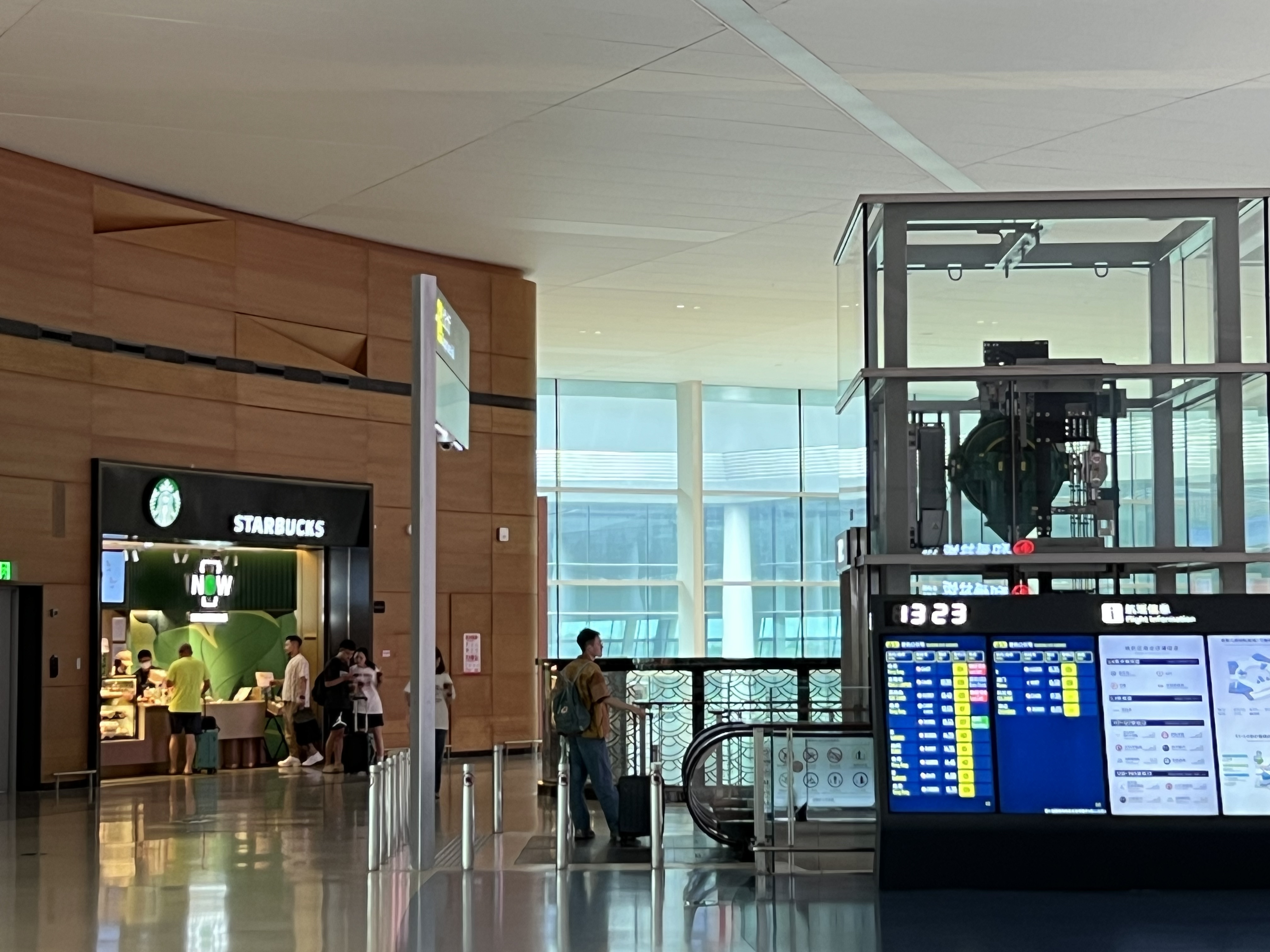
1号航站楼餐饮区
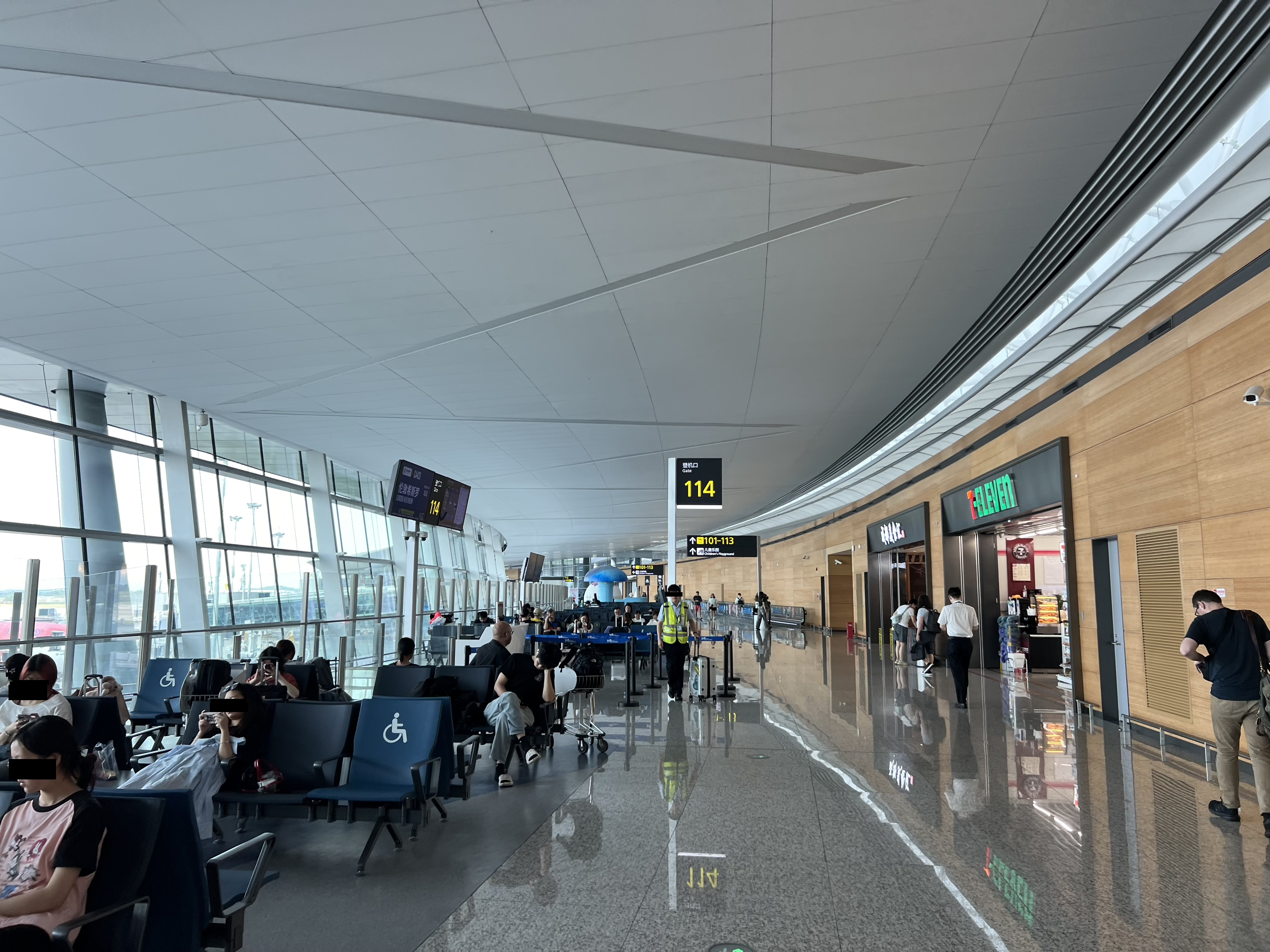
1号航站楼空侧候机区
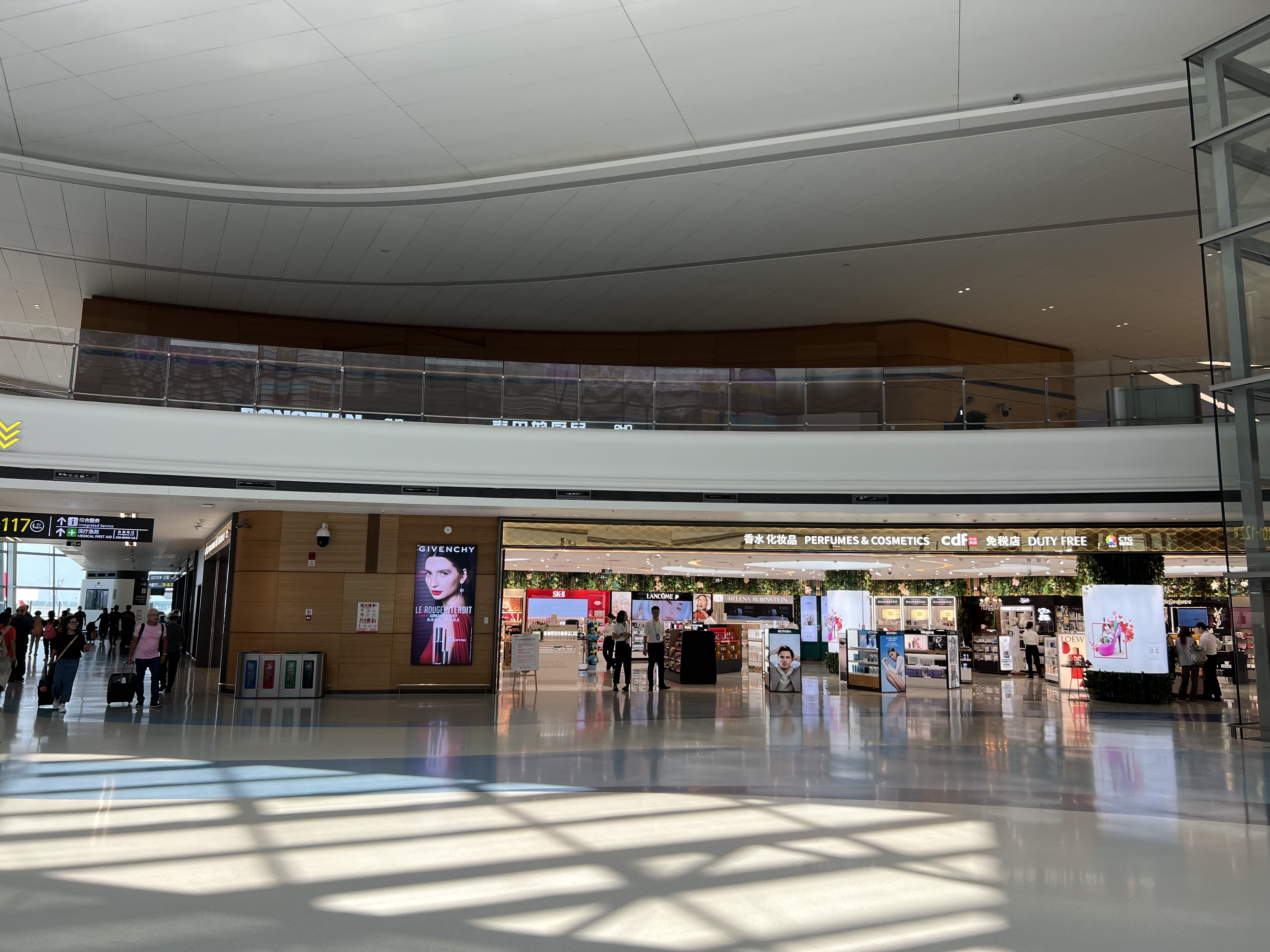
1号航站楼离境大厅购物区
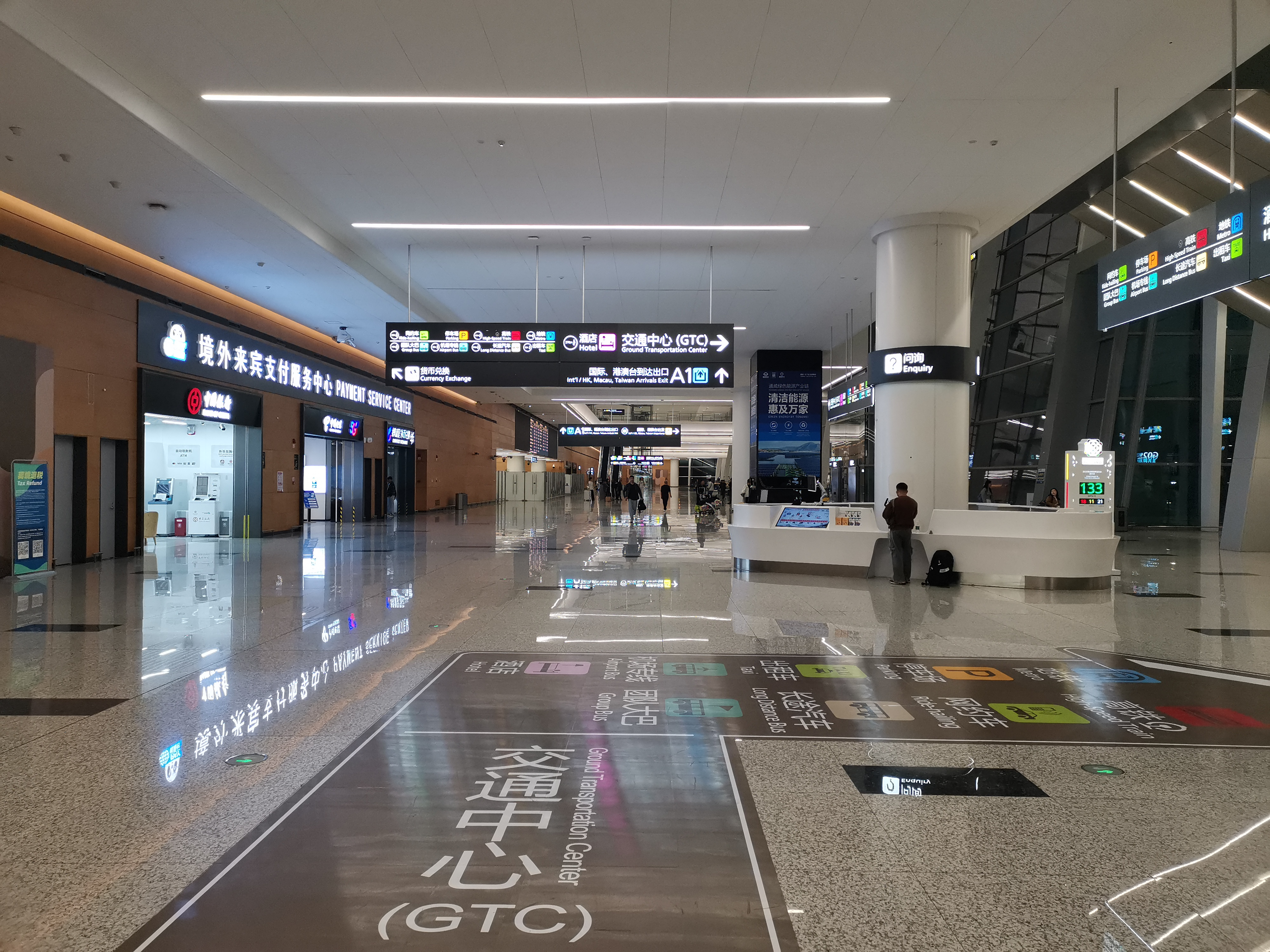
1号航站楼到达大厅

T2为纯国内航站楼，满足年2200万人次客流需求。
T1、T2国内旅客指廊原计划采用连廊相接，后出于降低成本和工程难度的考虑，改为通过GTC地面交通中心沟通，形成一个整体。两航站楼间设置的地面交通中心，集成高速铁路、地铁、大巴和出租车等多种交通方式，方便旅客快捷换乘多种地面交通。设置旅客捷运系统1.5千米。建设245个机位的站坪。首期开建的北航站区共设置94个近机位。南北两个航站区由中国建筑西南院和法国巴黎机场集团建筑公司（ADP Ingénierie）组成的联合体设计，其造型灵感来源于成都金沙遗址太阳神鸟，这也是成都的标志。

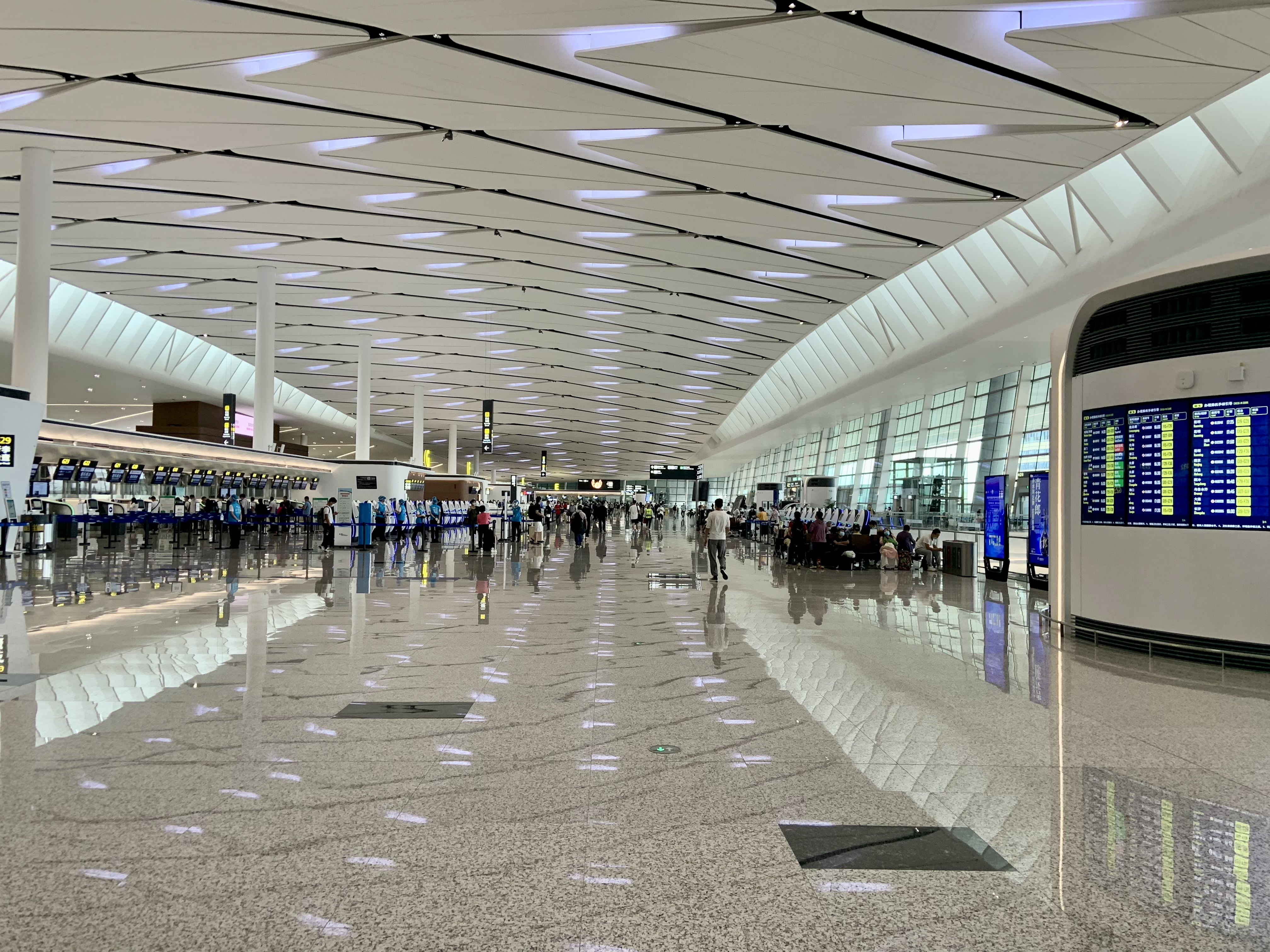
2号航站楼出发大厅（国内出发）
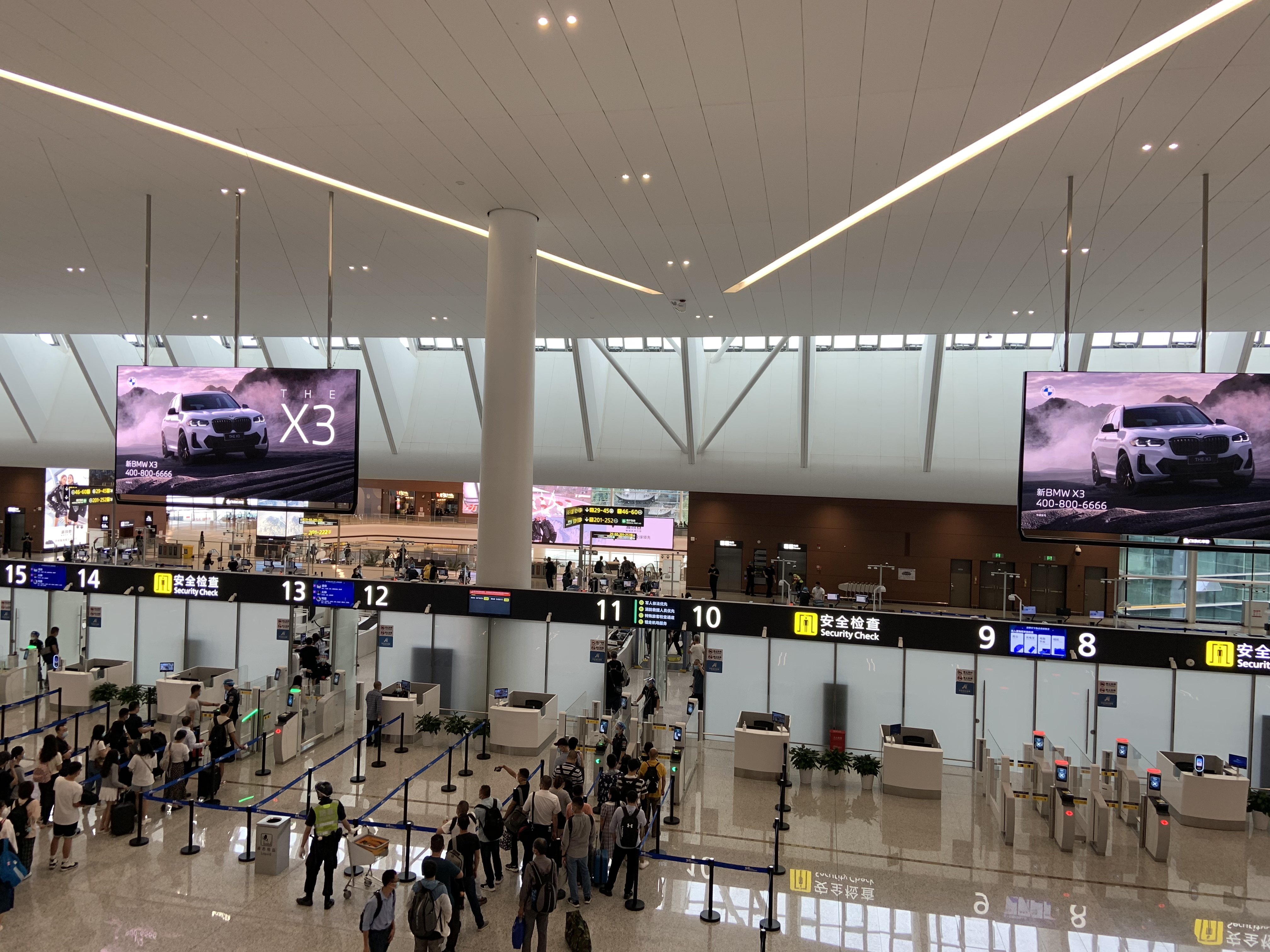
2号航站楼安检区
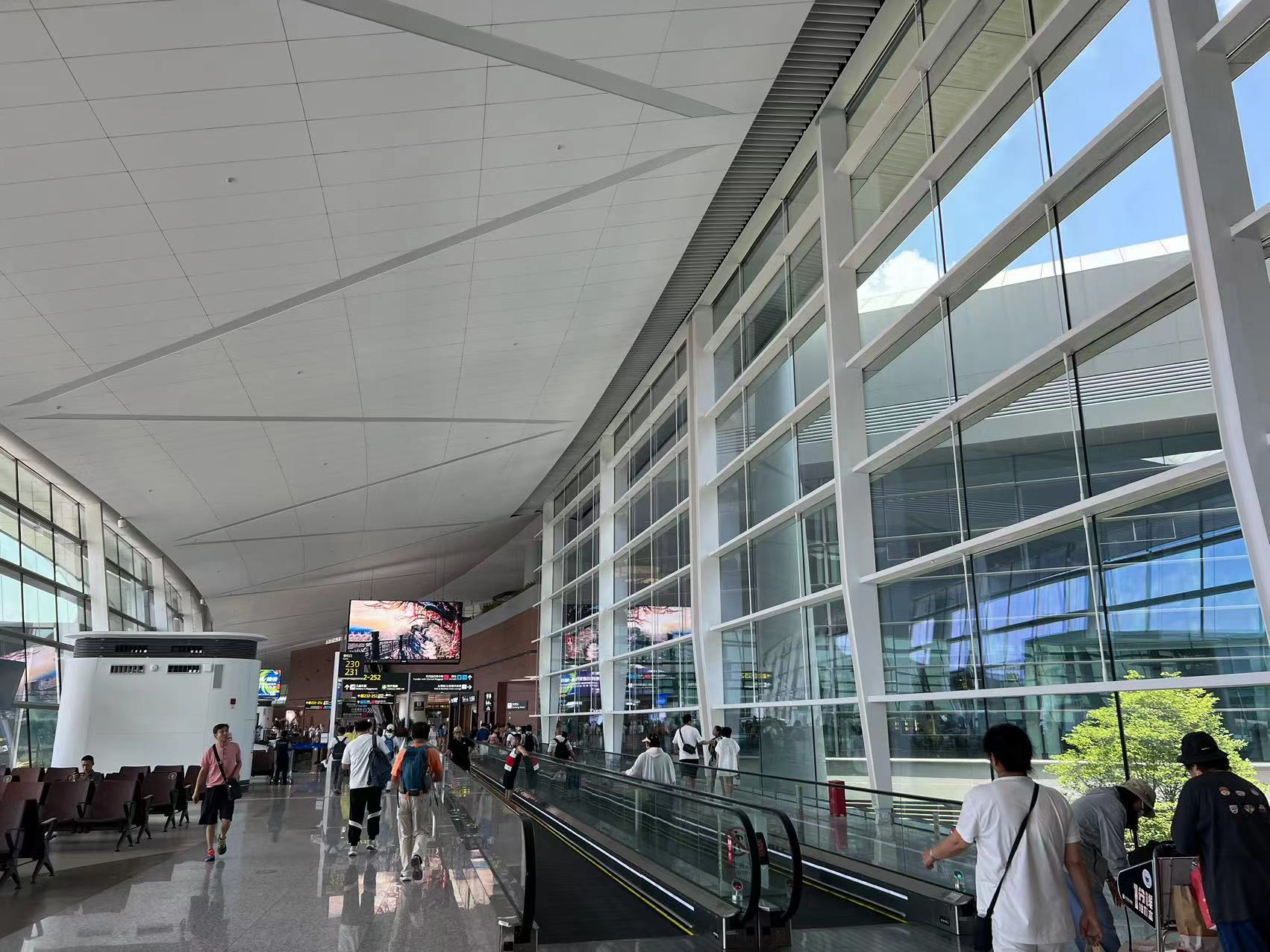
2号航站楼空侧候机区
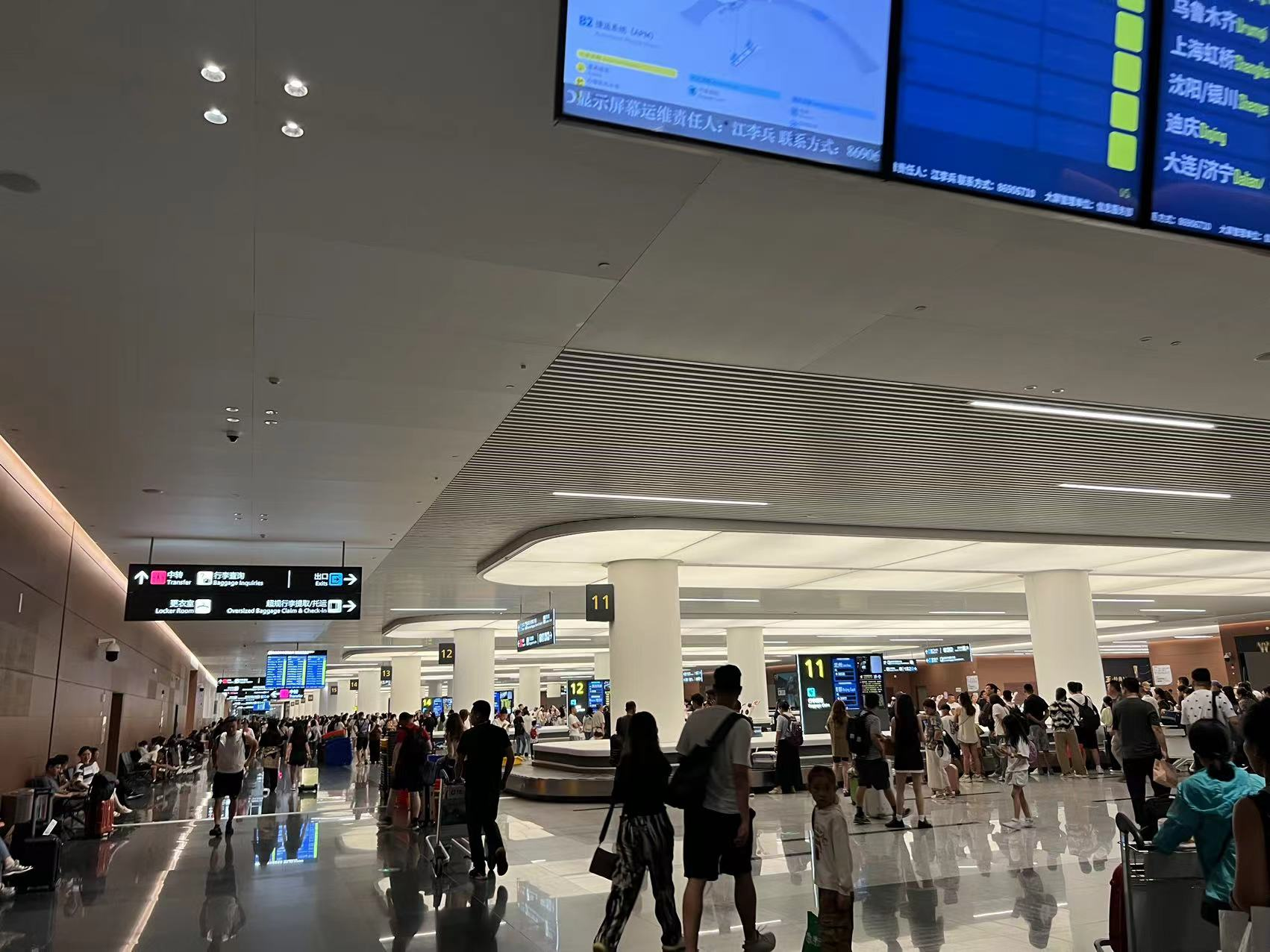
2号航站楼行李提取区域
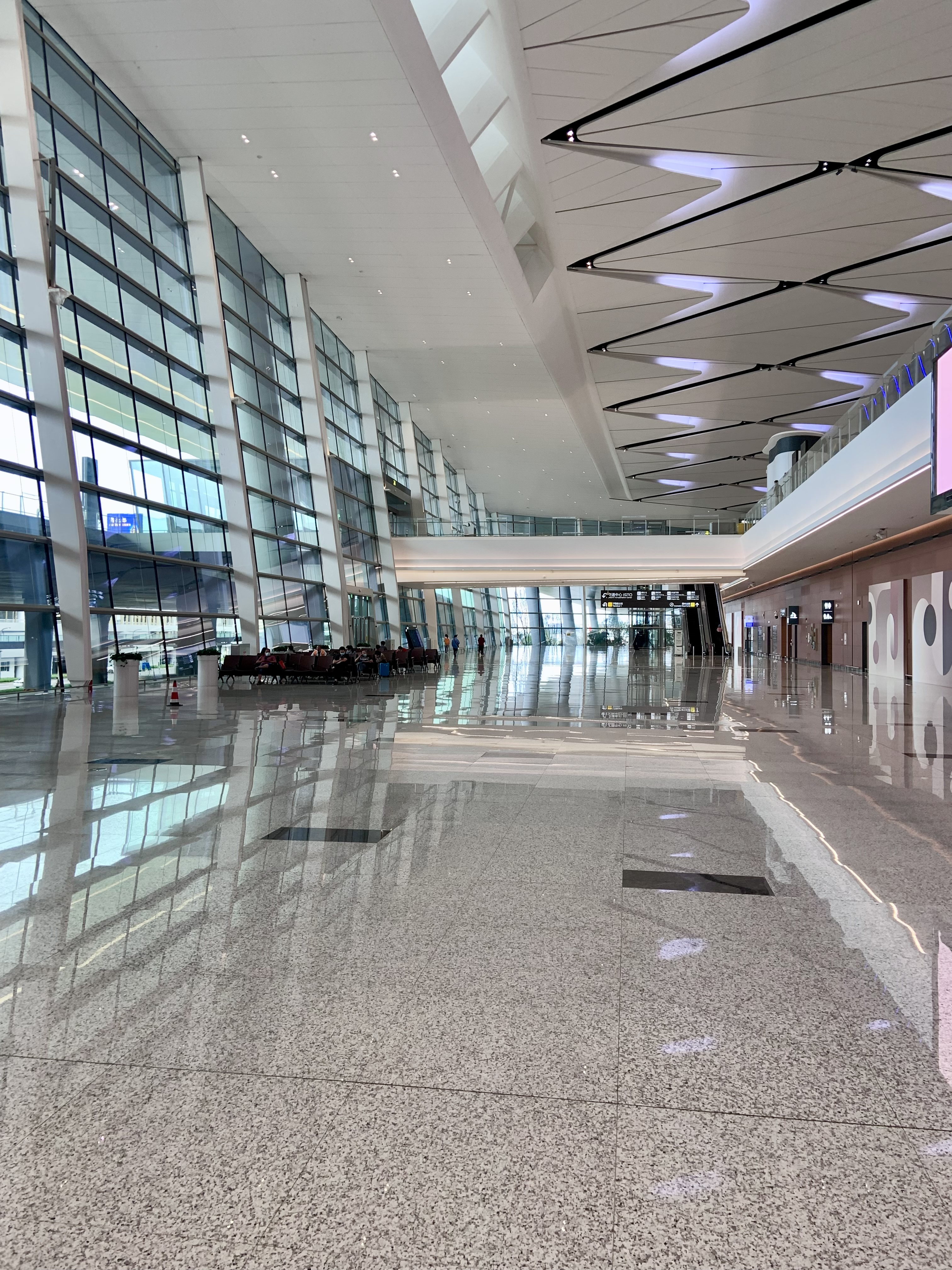
T2航站楼国内到达大厅

#### 货运区工程
在西一跑道北端头设12个货机位、货运站及相应货运设施，总建筑面积约6.5万平方米，满足年货邮吞吐量70万吨的要求。

### 绿色城市空间
天府机场将机场北侧原219亩的莲花堰水库，扩建打造成为占地500亩的绿色生态公园湖，在湖泊周边还设计2.2~2.4公里的慢跑道。此外，还有观光栈道、钓鱼、划船等游乐项目。机场里设计有很多花园，能够让旅客看到更多绿色，北航站区一共设计了8个庭院，都是取自于四川有代表性的风景，让乘客在候机的时候就能直接体验四川的风光和文化。

### 远期工程
机场远期将在机场北区建设3号、4号航站楼，设计基本与1号、2号航站楼一致，并建设剩余3条跑道。在机场两个航站楼之间设置APM系统，实现航站楼之间的无缝衔接。建成后，航站楼总面积约126万平方米，满足9000万人次的年旅客吞吐量、200万吨的年货邮吞吐量、飞机起降71万架次需求。

## 航空公司及航点
四川航空、中国国际航空是天府机场的基地航司，以天府机场为基地运营国内和国际航班。中国东方航空、成都航空和祥鹏航空以天府机场为基地，主要运营国内航班。除了在成都“两场运营”的中国国际航空、四川航空、成都航空、中国东方航空，和在双流机场运营商务航线的中国南方航空（北京大兴、广州）、深圳航空（深圳）和长龙航空（杭州），其他所有成都的国内、国际航班均在天府机场运营。
天府机场基地航司和其他航司国内航班目的地包括以北京、上海、广州、深圳为主的核心干线航班，以及往昆明、杭州、南京、武汉、长沙、青岛、海口、济南、福州等的商务旅游干线。基地航司在天府机场打造进藏、进疆、进滇，以及往四川省内西昌、九寨沟、达州、稻城、格萨尔、阿坝等支线航点中转枢纽。

### 境內客運
| 航空公司     | 目的地 |
| ------------ | --- |
| 四川航空     | 鞍山、北海、北京/首都、長春、长沙、常州、煙台、大理、大连、稻城、达州、泉州、德宏、迪庆、拉萨、鄂尔多斯、沈阳、甘南、天津、甘孜、贛州、廈門、廣州、桂林、杭州、哈爾濱、合肥、呼和浩特、惠州、揭陽、济南、九寨沟、喀什、克拉玛依、昆明、兰州、敦煌、兰州、嘉峪关、丽江、林芝、陇南、银川、吕梁、大连、南昌、宁波、南京、南宁、南通、普洱、青岛、庆阳、大连、瓊海、天津、日照、大连、文山、武汉、无锡、巫山、武汉、乌鲁木齐、廈門、西寧、博乐、西双版纳、徐州、大连、宜春、廈門、扬州、烟台、丹东、银川、营口、延吉、郑州 |
| 成都航空     | 安顺、湛江、巴彦淖尔、呼和浩特、包頭、沈陽、北海、北京/大興、长沙、桂林、貴陽、揭陽、海口、衡陽、泉州、合肥、威海、菏泽、大连、呼和浩特、沈陽、济宁、大连、兰州、敦煌、兰州、嘉峪关、丽江、洛阳、威海、濟南、哈爾濱、濟南、威海、井岡山、廈門、昆明、上饒、舟山、天水、银川、威海、長春、西昌、西寧、哈爾濱、忻州、哈爾濱、盐城、長春、銀川、石家莊、張家界、中衛、石家莊 |
| 中國國際航空 | 阿克苏、巴中、北海、北京/大興、北京/首都、長春、昌都、长沙、大理、大连、东营、稻城、廣州、桂林、杭州、海口、合肥、衡陽、红原、呼和浩特、惠州、九寨沟、克拉玛依、丽江、临沂、林芝、揭陽、喀什、库尔勒、昆明、連雲港、南昌、南通、攀枝花、青岛、瓊海、泉州、衢州、三亚、上海/浦東、深圳、石家莊、十堰、太原、天津、武汉、武夷山、西昌、西寧、西双版纳、扬州、煙台、伊宁、義烏、運城、張家界、湛江、郑州、珠海 |
| 中國東方航空 | 北京/大興、常德、杭州、长沙、常州、大理、德宏、迪庆、廣州、海口、杭州、合肥、烟台、济南、长春、昆明、拉萨、兰州、臨滄、柳州、揭阳、南昌、南昌、宁波、南京、宁波、青岛、青岛、哈爾濱、三亚、上海/虹桥、上海/浦東、深圳、十堰、太原、太原、天津、腾冲、温州、武汉、台州、武汉、義烏、乌鲁木齐、无锡、西安、西寧、信陽、溫州、宜昌、黃山、玉樹、西寧、廈門、银川、沈阳 |
| 中国南方航空 | 北京/大興、长春、长沙、大理、稻城、广州、哈尔滨、海口、揭阳、喀什、库尔勒、和田、南宁、青岛、大连、三亚、上海/浦东、沈阳、深圳、乌鲁木齐、武汉、西安、大庆、郑州、珠海 |
| 祥鵬航空     | 滄源、贛州、海口、呼和浩特、康定、拉萨、南京、昆明、昆明、瀾滄、濟南、阿里、寧蒗、普洱、三亚、石家莊、張家口、天津、乌鲁木齐、廈門、昭通、西双版纳、郑州 |
| 长龙航空     | 长沙、大连、恩施、杭州、哈爾濱、荊州、临沂、宁波、温州、武隆、襄阳、西寧、徐州、银川、图木舒克 |
| 深圳航空     | 北京/首都、广州、怀化、南昌、南京、南宁、南通、泉州、深圳、太原、无锡 |
| 春秋航空     | 重慶/武隆、临沂、九江、南京、宁波、上海/虹桥、上海/浦東、沈阳、石家庄 |
| 海南航空     | 北京/首都、百色、长沙、廣州、海口、三亚 、上海浦東、深圳、武汉、榆林、郑州 |
| 乌鲁木齐航空 | 喀什、兰州、阿克苏、兰州、庫車、乌鲁木齐、延安 |
| 吉祥航空     | 长沙、池州、南京、上海/虹桥、上海/浦東、銅仁鳳凰 |
| 華夏航空     | 包頭、毕节、长治、西寧、西双版纳、 于田 |
| 廈門航空     | 北京/大興、长沙、福州、杭州、泉州、廈門 |
| 首都航空     | 北京/大興、廣州、海口、杭州、三亚 |
| 山东航空     | 桂林、济南、景德镇、青岛、厦门 |
| 青岛航空     | 安庆-青岛、青岛、西昌、泉州、南寧 |
| 瑞丽航空     | 秦皇岛、哈爾濱、唐山、无锡 |
| 贵州航空     | 淮安、泉州、台州 |
| 天津航空     | 杭州、天津、乌鲁木齐 |
| 北部湾航空   | 海口、南宁、郑州 |
| 湖南航空     | 长沙、昆明、无锡 |
| 上海航空     | 上海/虹桥、上海/浦東 |
| 昆明航空     | 长沙、昆明 |
| 奥凯航空     | 长沙、天津 |
| 重庆航空     | 深圳、武汉 |
| 东海航空     | 南通、深圳 |
| 江西航空     | 南昌、郑州 |
| 河北航空     | 北京/大興、石家庄 |
| 西部航空     | 合肥、郑州 |
| 桂林航空     | 桂林、郑州 |
| 中国联合航空 | 北京/大興 、佛山 |
| 九元航空     | 广州 |

### 港澳台/國際客運
2023年冬春航季，设有50余条国际及港澳台地区航线。其中川航航点覆盖欧洲、北美洲、大洋洲、东南亚、东北亚；而国航则设有伦敦、米兰、法兰克福以及10余个亚洲区域航点。
| 航空公司         | 目的地 |
| ---------------- | --- |
| 四川航空         | 港澳台：香港、台北/松山 亚洲：東京/成田、大阪/关西、札幌（2025年10月26日開辦）、首尔/仁川、河内、芽莊、胡志明市、富国岛、曼谷/素萬那普、普吉岛、清迈、甲米、新加坡、吉隆坡、檳城、峇里島、加德满都、博克拉、馬累、迪拜 欧洲：莫斯科/謝列梅捷沃、圣彼得堡、伊斯坦堡、雅典（經伊斯坦堡）、罗马、馬德里 美洲：洛杉磯、温哥华 大洋洲：悉尼、墨尔本 非洲：开罗、塞舌尔（包機） |
| 中國國際航空     | 港澳台：香港、台北/桃园 亞洲：东京/成田、首尔/仁川、曼谷/素万那普、普吉岛、新加坡、吉隆坡、雅加达、馬尼拉、科伦坡、马累（计划开办）、加德满都 歐洲：伦敦/希斯罗、巴黎/戴高乐、法蘭克福、米蘭/馬爾彭薩、第比利斯（计划开办） |
| 中國東方航空     | 大阪/关西、普吉岛、曼谷/素万那普、麥地那（包機） |
| 海南航空         | 維也納 |
| 祥鵬航空         | 曼谷/素萬那普、清迈 |
| 长龙航空         | 塔什干、比什凱克 |
| 青岛航空         | 芽莊、亞庇、邦勞島（包机） |
| 奥凯航空         | 卡利博、普吉岛 |
| 春秋航空         | 曼谷/廊曼、金邊 |
| 成都航空         | 清邁 |
| 西藏航空         | 香港 |
| 深圳航空         | 香港 |
| 國泰航空         | 香港 |
| 香港航空         | 香港 |
| 澳門航空         | 澳門 |
| 中華航空         | 台北/桃園 |
| 長榮航空         | 台北/桃園 |
| 韓亞航空         | 首尔/仁川 |
| 越捷航空         | 胡志明市、芽莊 |
| 泰国国际航空     | 曼谷/素万那普 |
| 泰国越捷航空     | 曼谷/素万那普 |
| 泰国狮子航空     | 曼谷/廊曼 |
| 泰國亞洲航空     | 曼谷/廊曼 |
| 曼谷航空         | 苏梅岛 |
| 皇雀航空         | 普吉岛 |
| 柬埔寨航空       | 金邊 |
| 新加坡航空       | 新加坡 |
| 全亚洲航空       | 吉隆坡 |
| 马来西亚峇迪航空 | 吉隆坡、亞庇、斗湖、兰卡威（季節性） |
| 飛螢航空         | 斗湖（包機） |
| 馬爾地夫航空     | 馬累 |
| 卡塔爾航空       | 多哈 |
| 埃塞俄比亚航空   | 亚的斯亚贝巴 |

## 統計
请参阅源Wikidata查询.

## 交通
目前旅客可选择地铁、机场巴士两种大众运输工具或选择出租车、自行驾车往返机场及成都市区。

### 交通中心（GTC)
天府国际机场交通中心设于1号航站楼与2号航站楼之间。交通中心内亦设有自助值机柜台，支持办理部分航空公司的值机报到及行李托运手续。

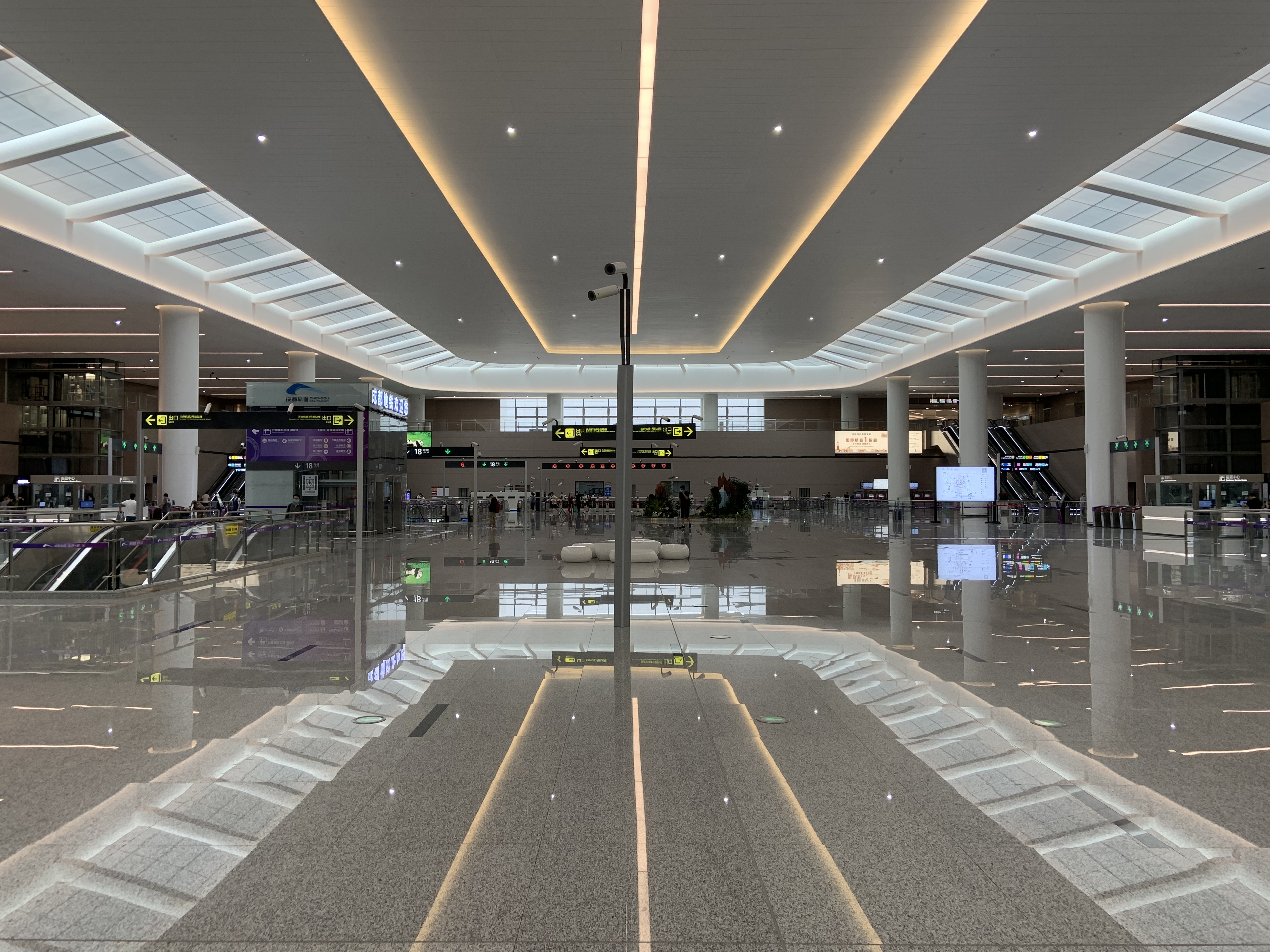
天府机场1号2号航站楼站站厅

#### 地铁
成都地铁18号线在天府国际机场交通中心设有天府机场1号2号航站楼站，由机场出发乘坐普通列车可在40分钟抵达成都南站，快线列车可在34分钟到达。
成都地铁19号线行至天府站后与18号线共轨运转至天府机场，旅客乘坐19号线快线列车可实现30分钟往来天府国际机场与双流国际机场。
此外，成都市域铁路S3线及成都市域铁路S13线亦有计划分别联络天府机场至资阳市及成都龙泉驿。
机场范围内另预留有天府机场3号4号航站楼站，将随3号、4号航站楼启用时一并启用。

#### 高速铁路
成宜（蓉昆）高速铁路在天府机场交通中心设有天府机场站，于2023年底通车，旅客可乘坐高铁进入成都市区，或前往自贡、泸州、宜宾等地。
此外，规划中的成达万高铁亦将经过天府国际机场。

#### 出租车
天府机场出租车上车区位于GTC地面层。

#### 长途客运
天府机场长途汽车站位于GTC南区1层。

#### 机场专线大巴
目前有5条机场专线为旅客往返天府国际机场及成都市区，机场站台分别设置于1号及2号航站楼外L1层处。
| 线路号 | 起点            | 途径车站   | 服务时间                 | 单程预计（分钟) | 发车间隔           | 票价                                                       |
| ------ | --------------- | ---------- | ------------------------ | --------------- | ------------------ | ---------------------------------------------------------- |
| 1号线  | 春熙路（IFS外） | 成都东客站 | 24小时全天候 00:00-24:00 | 80              | 30分钟（滚动发车） | 15元 6:00（含6:00）- 23:30 25元 23:30（含23:30）- 次日6:00 |
| 2号线  | 金沙公交枢纽    | 无         | 24小时全天候 00:00-24:00 | 100             | 30分钟（滚动发车） | 15元 6:00（含6:00）- 23:30 25元 23:30（含23:30）- 次日6:00 |
| 3号线  | 动物园公交站    | 无         | 24小时全天候 00:00-24:00 | 80              | 30分钟（滚动发车） | 15元 6:00（含6:00）- 23:30 25元 23:30（含23:30）- 次日6:00 |
| 4号线  | 环球中心        | 无         | 24小时全天候 00:00-24:00 | 60              | 30分钟（滚动发车） | 15元 6:00（含6:00）- 23:30 25元 23:30（含23:30）- 次日6:00 |
| 5号线  | 双流国际机场    | 无         | 24小时全天候 00:00-24:00 | 60              | 30分钟（滚动发车） | 15元 6:00（含6:00）- 23:30 25元 23:30（含23:30）- 次日6:00 |

### 高速公路
天府国际机场高速：从成都市区出发，由三环路锦江立交驶入天府国际机场高速，可在半小时到达天府国际机场。将于机场同步投入使用。
另有机场高速南线目前正在设计中。
天府机场在亚洲机场中首度引进了个人快速运输系统（PRT）。在旅客将车停在远端停车场后，旅客可乘坐PRT车辆前往航站楼。PRT专用车道全程4800米，设计时速30～40千米每小时，5分钟内就可以到达航站楼。一期将引进26辆PRT车辆。目前只有伦敦希思罗机场有这项技术，天府机场是全球第二家拥有PRT的机场。

### 快速公路
货运大道南段、机场南线西段已形成双向四车道通车能力。
金简黄快速路一期、金简黄快速路北延段、金简仁快速路一期、成资快速路（简阳新建段）等联通机场与成都主城区和周边区域的快速路建设也在加快推进。

### 异地候机厅
天府机场拟在高铁经过的宜宾、自贡、遂宁、达州等四川省内城市，选址建设城市候机厅和异地航站楼，进一步强化城市联动和机场辐射功能。龙泉高速服务区也将可值机，从而实现高铁、地铁、大巴的无缝对接。